# Trogloneta yunnanense
Espèce
Synonymes
- Pholcomma yunnanense Song & Zhu, 1994
- Trogloneta denticocleari Lin & Li, 2008

Trogloneta yunnanense est une espèce d'araignées aranéomorphes de la famille des Mysmenidae.

## Distribution
Cette espèce est endémique de Chine. Elle se rencontre dans des grottes au Yunnan et au Guizhou.

## Description
La femelle  holotype mesure 1,42 mm.

## Systématique et taxinomie
Cette espèce a été décrite sous le protonyme Pholcomma yunnanense par Song et Zhu en 1994.
L'espèce Trogloneta denticocleari a été placée en synonymie avec Trogloneta yunnanense par Li et Lin en 2019 

## Étymologie
Son nom d'espèce, composé de yunnan et du suffixe latin -ense, « qui vit dans, qui habite », lui a été donné en référence au lieu de sa découverte, le Yunnan.

## Publication originale
- Song & Zhu, 1994 : On some species of cave arachnids of China. Sixtieth Anniversary of the Founding of China Zoological Society: Memorial Volume Dedicated to the Hundredth Anniversary of the Birthday of the Late Prof. Sisan Chen (Z. Chen). China Science and Technology Press, Beijing, p. 35-46.